# Ciudad del Carmen
Ciudad del Carmen ist eine Großstadt mit ca. 200.000 Einwohnern im Südwesten des mexikanischen Bundesstaats Campeche. Sie nimmt den südwestlichen Teil der Isla del Carmen ein, einer die Laguna de Términos zur Bucht von Campeche (Golf von Campeche, Golf von Mexiko) hin abgrenzenden Insel, vor der Küste der Halbinsel Yucatán. Sie verfügt über einen internationalen Flughafen (IATA-Flughafencode CME) und bezeichnet sich gerne als „Perle des Golfes“.

## Lage und Klima
Nachdem die Stadt jahrzehntelang nur mittels Fähren erreichbar war, wurde sie in den 1990er-Jahren über zwei mautpflichtige Brücken (Puente de la Unidad und Puente Zacatal) an das Festland angebunden. Sie liegt etwa 205 km (Fahrtstrecke) südwestlich von Campeche und etwa 180 km nordöstlich von Villahermosa. Das Klima ist meist schwülwarm bis heiß; Regen (ca. 1000 bis 1200 mm/Jahr) fällt überwiegend in den Sommermonaten.

## Bevölkerung
| Jahr      | 2000    | 2020    |
| Einwohner | 126.024 | 191.238 |

Ein Großteil der Einwohner ist indianischer Abstammung; auch der Anteil von Mestizen ist relativ hoch. Nur noch ein kleiner Teil spricht den regionalen Maya-Dialekt; Umgangssprache ist meist Spanisch.

## Wirtschaft
Lange Zeit war der Ort nur ein Fischerdorf mit etwa 2000 Einwohnern; der kleine Hafen diente vorwiegend Reparaturzwecken. Aus dem Fischerdorf wurde allmählich ein Hafen für größere Schiffe, die heute eine Maximallänge von 106 m und einen max. Tiefgang von ca. 4 m haben dürfen.

## Geschichte
Das Gebiet um die Laguna de Terminos wurde von den Spaniern im Oktober 1518 erkundet; der Ort erhielt den Namen Tris. Im ausgehenden 16. Jahrhundert entwickelte sich der Ort zu einem englischen Piratennest, das bis zu einer Expedition des Vizekönigs Antonio Sebastián de Toledo im Jahr 1672 existierte.

## Sehenswürdigkeiten
- In der Altstadt stehen noch mehrere kolonialzeitliche Bauten. Der Großteil der Stadt besteht jedoch aus Gebäuden der Zeit nach 1950.
- Die um das Jahr 1820 fertiggestellte Iglesia de Jesús ist eine dreischiffige kolonialzeitliche Kirche mit hölzernen Flachdecken.

Umgebung
- Die ca. 37 km nordöstlich gelegene Kleinstadt Isla Aguada ist ein beliebter Ort für Bade- und Tauchtourismus geworden.